# 昇華娛樂傳播
昇華娛樂傳播股份有限公司（英語：SHENGHUA ENTERTAINMENT COMMUNICATION CO.LTD），原先為笙華國際傳播有限公司，於2000年成立，2013年更名為昇華娛樂傳播股份有限公司，是臺灣第一家以電視劇製作為主在興櫃市場掛牌的公司，主要從事電視劇製作、電視劇編劇、藝人經紀等。昇華為跨大營運規模，積極揮軍國際大螢幕，首部電影就砸下500萬美元。2014年投資好萊塢電影《CAKE》榮獲第72屆金球獎影后提名，2015年獲得金爵獎最佳編劇獎。
2014年12月8日，昇華娛樂傳播以每股新台幣120元在櫃買中心登錄興櫃交易（櫃檯中心：4806）。
2023年11月，台鋼集團入主昇華娛樂傳播。2024年2月19日，中華民國經濟部核准昇華娛樂傳播改名「桂田文創娛樂股份有限公司」。

## 昇華作品

### 台灣
| 昇華歷年作品   | 昇華歷年作品      | 昇華歷年作品   |
| 台灣           | 台灣              | 台灣           |
| 作品           | 作品              | 作品           |
| -------------- | ----------------- | -------------- |
| 天地有情       | 國光異校          | 神機妙算劉伯溫 |
| 一代神相賴布衣 | 懷玉傳奇 千金媽祖 | 嘉慶君遊台灣   |
| 巔峰時代       | 家和萬事興        | 勇士們         |
| 女人花         | 愛上巧克力        | 天下女人心     |
| 小資女孩向前衝 | 甘味人生          | 狼王子         |

### 中國大陸
| 中國大陸 | 中國大陸       | 中國大陸   |
| 作品     | 作品           | 作品       |
| -------- | -------------- | ---------- |
| 第一茶庄 | 金大班         | 愛情不打烊 |
| 粉領女郎 | 恰似你的陽光   | 仙俠劍     |
| 天天有喜 | 天天有喜2      | 濟公活佛   |
| 公主駕到 | 武大的小姐姐們 | 女神來了   |

### 美國
| 美國 | 美國 | 美國 |
| 作品 | 作品 | 作品 |
| ---- | ---- | ---- |
| CAKE |      |      |

## 外部連結
- 昇華娛樂 （页面存档备份，存于）
- 台灣公司資料
- 昇華娛樂傳播的Facebook專頁
- 昇華娛樂傳播的新浪微博